# Арангасский наслег
Арангасский наслег — сельское поселение в Мегино-Кангаласском улусе Якутии Российской Федерации.
Административный центр — село Тарат.

## История
Статус и границы сельского поселения установлены Законом Республики Саха (Якутия) от 30 ноября 2004 года N 173-З N 353-III «Об установлении границ и о наделении статусом городского и сельского поселений муниципальных образований Республики Саха (Якутия)».

## Население
| 2002 | 2010 | 2011 | 2012 | 2013 | 2014 | 2015 |
| ---- | ---- | ---- | ---- | ---- | ---- | ---- |
| 381  | ↘353 | →353 | ↘343 | ↗348 | →348 | ↘341 |
| 2016 | 2017 | 2018 | 2019 | 2020 | 2021 |      |
| ↗342 | ↘339 | ↘334 | ↘333 | ↗337 | ↗354 |      |

## Состав сельского поселения
| № | Населённый пункт | Тип населённого пункта       | Население |
| - | ---------------- | ---------------------------- | --------- |
| 1 | Тарат            | село, административный центр | ↗354      |

## Местное самоуправление
Главы сельского поселения
- (и. о.) — Кычкина Надежда Николаевна
- с 9.04.2023 года — Андрей Никитич Кычкин[16]